# 두꺼비류
두꺼비류는 개구리목에 속하는 양서류 가운데 등이 울퉁불퉁한 것들 또는 아시아두꺼비(Bufo gargarizans) 한 종만을 이르는 말이다. 두꺼비와 개구리를 구분하는 것은 외양에 의한 것으로 계통적인 분류와는 관련없지만,‘두꺼비’로 불리는 양서류의 대부분은 두꺼비과에 속한다. 하지만 무당개구리과, 맹꽁이과 등에 속하는 두꺼비도 있다.
보통 두꺼비는 개구리와 달리 울퉁불퉁한 외모와 수상 보다는 육지에서 사는 편이다. 먹이로는 곤충이 있으며, 피부에서 나오는 독액으로 자신을 보호한다. 그러나 독에 면역이 있는 일부 뱀(유혈목이, 능구렁이)에게는 잡아먹히며 육식어종, 물새, 작거나 어린 개체의 경우 물방개나 물장군 등에게도 잡아먹히므로 의외로 천적이 많다. 유럽, 아시아, 아프리카, 북아메리카 대륙 등 열대지역부터 온난다습한 기후에까지 폭넓게 서식하고 있다.

## 성장과정

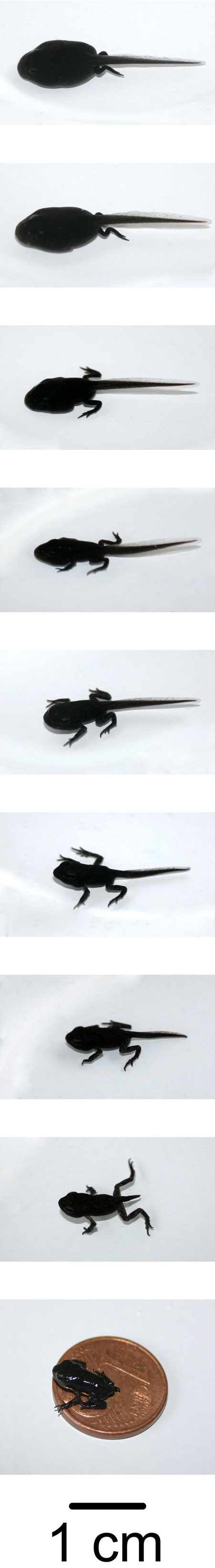

두꺼비류는 대개 왼쪽과 같은 방법으로 성장한다.

## 같이 보기
- 두꺼비과
- 유럽두꺼비